# Miguel Picazo
Miguel Picazo de Dios (Cazorla, Jaén, 27 de marzo de 1927-Guarromán, Jaén, 23 de abril de 2016) fue un cineasta español, director, guionista y actor ocasional.

## Trayectoria
Miguel Picazo pasó su infancia entre Cazorla y Peal de Becerro, y su adolescencia en Guadalajara, donde fundó un cineclub, que terminó siendo clausurado por la presión de los sectores conservadores de la ciudad.  
En Madrid, estudió Derecho e ingresó en el Instituto de Investigaciones y Experiencias Cinematográficas, más tarde convertido en la Escuela Oficial de Cine. Allí conoció a otros realizadores, con los que formó el grupo de cineastas adscritos al llamado Nuevo Cine Español, como Basilio Martín Patino, Carlos Saura, Manuel Summers, Mario Camus o José Luis Borau, que defendían un cine comprometido con la realidad social española de la época, en una línea similar al neorrealismo italiano.
En 1964 estrenó su primer largometraje, La tía Tula, una adaptación libre de la novela de Miguel de Unamuno, con el que cosechó el reconocimiento de la crítica y un gran éxito comercial, aunque desde entonces tuvo problemas con la censura. La película, en la que lanzaba una crítica a la moral dominante en las ciudades provincianas, obtuvo el Premio Perla del Cantábrico a la Mejor Película de Habla Hispana, y Picazo, el Premio San Sebastián al mejor director. Dos años después, dirigió Oscuros sueños de agosto, que tuvo una acogida más discreta.
En los años siguientes, trabajó como profesor en la Escuela Oficial de Cine y realizó varios trabajos para Televisión Española. Cineasta selectivo y exigente, en esta etapa se mantuvo alejado del cine. A finales de los setenta estrenó dos trabajos para la gran pantalla: Los claros motivos del deseo y El hombre que supo amar, sobre la figura de San Juan de Dios.
También trabajó como actor secundario o episódico, en películas como El espíritu de la colmena, de Víctor Erice, y Tesis, de Alejandro Amenábar, dando vida al profesor Figueroa. 
En enero de 1997 recibió el Premio Goya de Honor en reconocimiento a su trayectoria.

## Filmografía

### Director (cine)
- Mañana de domingo (1957), cortometraje.
- Las motos (1958), cortometraje.
- Habitación de alquiler (1960), cortometraje.
- La tía Tula (1964).
- Oscuros sueños de agosto (1967).
- Los claros motivos del deseo (1977).
- El hombre que supo amar (1978).
- Extramuros (1985).

### Director (Televisión)
- Una estatua en el valle, Monsieur (1971), capítulo de Hora 11.
- La mano cortada (1971), capítulo de Hora 11.
- Rinconete y Cortadillo (1971), capítulo de Hora 11.
- El jardín de los senderos que se bifurcan (1971), en Homenaje a Borges.
- Entre visillos (1971), 16 capítulos.
- Crónicas de un pueblo (1971-1974), 113 capítulos.
- Soledad (1972), capítulo de Cuentos y leyendas.
- La colina del sol (1971), en Estudio 1.
- El sombrero de paja de Italia (1972), en El teatro de siempre.
- Bodas de cobre (1972), en Estudio 1.
- Pequeño Estudio (1972), 5 capítulos.
- La verdadera historia de Giovanni Catania (1973), en Estudio 1.
- Cuentos de la Alhambra, de Washington Irving (1974), en Los libros.
- Sombras suele vestir (1971), en Meridiano 71 Oeste.
- Cuentopos (1974-1976), en Un globo, dos globos, tres globos, 25 episodios.
- Las aventuras del hada Rebeca (1975-1976), 13 programas.
- El hombre de los santos (1976), 6 capítulos.
- Cartas de mamá (1979), segundo capítulo de Escrito en América.
- El hombre de la esquina rosada (1979), cuarto capítulo de Escrito en América.
- Sonata de primavera (1983), en Las sonatas.
- Paisaje con figuras (1985), 3 capítulos.

### Actor
- El espíritu de la colmena (1973), de Víctor Erice.
- El libro de buen amor (1975), de Tomás Aznar.
- Remando al viento (1988), de Gonzalo Suárez.
- La huella del crimen 2: El crimen de Don Benito (1991), de Antonio Drove.
- Tesis (1996), de Alejandro Amenábar.
- 99.9 (1997), de Agustí Villaronga.

## Premios y distinciones
Festival Internacional de Cine de San Sebastián
| Año  | Categoría                                                        | Película    | Resultado |
| ---- | ---------------------------------------------------------------- | ----------- | --------- |
| 1964 | Concha de Plata a la mejor dirección                             | La tía Tula | Ganador   |
| 1964 | Premio Perla del Cantábrico a la Mejor Película de Habla Hispana | La tía Tula | Ganador   |

Medallas del Círculo de Escritores Cinematográficos
| Año  | Categoría      | Película                 | Resultado |
| ---- | -------------- | ------------------------ | --------- |
| 1964 | Mejor director | La tía Tula              | Ganador   |
| 1967 | Mejor director | Oscuros sueños de agosto | Ganador   |

- Premios Sant Jordi: Mejor película (La tía Tula)
- Premios ACE (Nueva York): Mejor director por Extramuros (1985)
- Premio Goya de Honor (1996)
- Medalla de Andalucía (2014)[9]